# Max Kramer
Max Kramer (Cologne, Alemanha, 8 de setembro de 1903 – Califórnia, junho de 1986) foi um cientista alemão que trabalhou na Ruhrstahl AG, uma companhia de componentes e armamento. Foi responsável pela construção de diversos mísseis, entre eles o Fritz X e o Ruhrstahl X-4.